# Odontotrypes rufipes
Odontotrypes rufipes är en skalbaggsart som beskrevs av Antoine Boucomont 1905. Odontotrypes rufipes ingår i släktet Odontotrypes och familjen tordyvlar. Inga underarter finns listade i Catalogue of Life.